# Lucia El-Dahaibiová
Lucia El-Dahaibiová (* 22. Januar 1989 in Nové Zámky) ist eine slowakische Fußballspielerin.

## Karriere

### Verein
El-Dahaibiová startete ihre Karriere in der Jugend des FC Union Nové Zámky und rückte 2004 in dessen Seniorenmannschaft auf. Am 6. September 2006 verließ sie Nové Zámky und ging auf Leihbasis zum FK Slovan Duslo Šaľa. Am 30. Mai 2007 kehrte sie zum FC Union Nové Zámky zurück und spielte für den Verein die Saison 2007/08 in der ersten Liga. Am 6. August 2008 kehrte sie erneut auf Leihbasis von Nové Zámky zu Slovan Duslo Šaľa zurück. Am 23. Juli 2009 zog der Verein die Kaufoption und El-Dahaibiová wechselte permanent von ihrem Verein FC Union Nové Zámky zu FK Slovan Duslo Šaľa. Sie spielte drei Jahre für FK Slovan Duslo Šaľa, bevor El-Dahaibiová am 11. September 2012 zum Meister ŠK Slovan Bratislava ging. Nach einer Saison verließ sie bereits den Verein wieder und unterschrieb beim spanischen Erstligisten CD Sporting Club Huelva. Der CD Sporting Club Huelva gehört zur Fundación Cajasol San Juan, für die sie gleichzeitig als Torwarttrainerin im Jugendbereich arbeitet. Nach nur einem halben Jahr verließ sie Spanien und wechselte im Februar 2014 nach Italien zum ASD Napoli Calcio Femminile.

### Nationalmannschaft
El-Dahaibiová gab ihr A-Länderspieldebüt im Rahmen der Qualifikation zur Fußball-Weltmeisterschaft der Frauen 2011 in Deutschland. Seither ist sie Nationalspielerin für die Slowakische Fußballnationalmannschaft der Frauen.

## Persönliches
El-Dahaibiová machte ihr Abitur 2007 an dem Gymnazium Nove Zamky und studierte anschließend Kommunikationswissenschaften an der Univerzita Komenského v Bratislave.